# Liga de Campeones de la EHF
La Copa de Europa de Balonmano posteriormente Liga de Campeones (en inglés Champions League) es el nombre que designa a la máxima competición europea de balonmano entre clubs. Organizada por la Federación Europea de Balonmano, reúne a los mejores equipos de las mejores ligas del balonmano europeo.
La competición se celebra cada año desde la temporada 1956-1957, aunque a lo largo de los años ha ido modificándose y reemplazándose el sistema y competiciones del torneo. En los primeros años solo podían participar los campeones de cada una de las ligas nacionales federadas a la EHF.
Actualmente reúne a los mejores clasificados de las mejores ligas, no solo a los campeones. La Liga Asobal de España, por ejemplo, fue representada por cuatro clubes a principios de la temporada 2008-09, concretamente por el Club Balonmano Ciudad Real, el FC Barcelona, el BM Valladolid y el Ademar León.  El club con más títulos de la Copa de Europa y Liga de Campeones de Balonmano es el FC Barcelona, con doce trofeos seguido del VfL Gummersbach y el SC Magdeburg con cinco.

## Sistema de competición

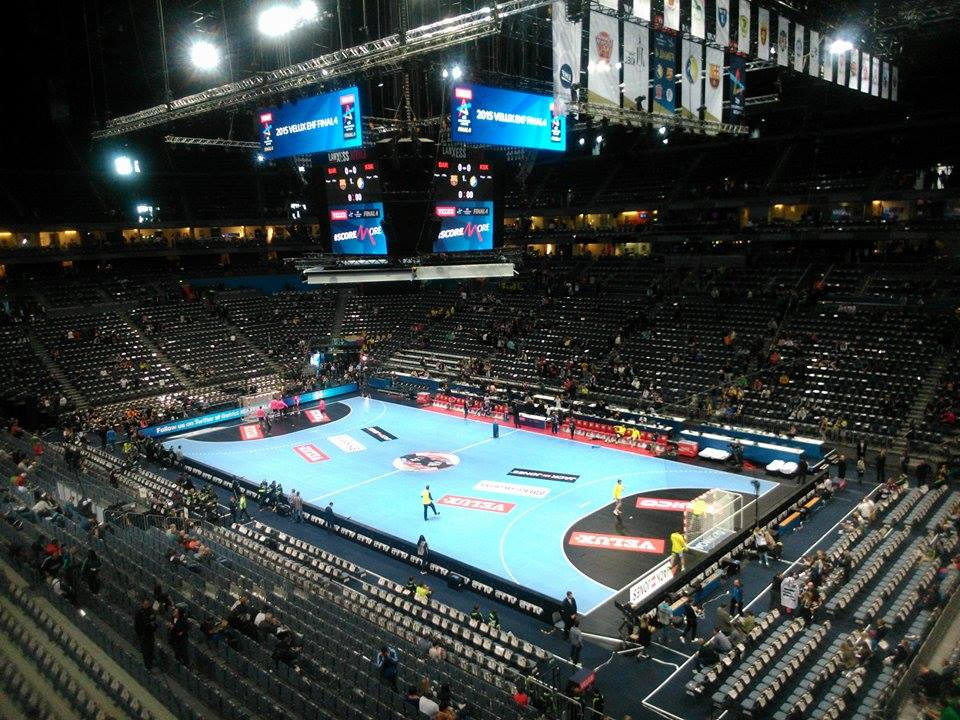
Vista interior del Lanxess Arena

El formato ha sufrido transformaciones desde el modelo clásico de eliminatorias hasta el actual sistema de grupos, eliminatorias y fase final a 4.
Hasta la temporada 1992-93 la competición, entonces denominada Copa de Europa, se disputaba mediante un sistema de eliminatorias directo a doble partido, incluida la final, sello distintivo de la competición hasta tiempos recientes.  A partir de la temporada 1993-94 se instaura la denominación Liga de Campeones y, con ella, una fase de liga a doble vuelta, compuesta por 8 equipos, distribuidos en dos grupos de cuatro equipos cada uno.  Esta fase estaba precedida de dos eliminatorias. El ganador de cada grupo disputaba la final a doble partido.  Este sistema de competición se mantuvo durante tres temporadas.
Entre 1996 y 2003 se aumentó el número de equipos participantes en la fase de liga a 16, precedidos de una eliminatoria.  Los equipos quedaban encuadrados en cuatro grupos de cuatro equipos cada uno, enfrentándose todos contra todos a doble vuelta. Los dos primeros clasificados pasaban a cuartos de final, enfrentándose en sorteo cruzado (primeros contra segundos) y a doble partido, igual que las semifinales y la final.
El número de equipos se amplió a 32 en la temporada 2003-04.  Durante las siguientes seis temporadas se desarrolló una competición en ocho grupos de cuatro equipos cada uno.  Se suprimieron las eliminatorias para los equipos principales, se aumentó la participación a más de un equipo (hasta tres, según el caso) para los países con mejor coeficiente y se instauró una eliminatoria previa (para completar los grupos con equipos procedentes de los países con peor coeficiente).  Hasta 2007, los dos primeros clasificados de cada grupo accedían a los octavos de final, para resolverse la competición mediante eliminatorias sucesivas.  En la temporada 2007-08 se instauró una segunda fase de grupos (Main Round), compuesta por cuatro grupos de cuatro equipos cada uno.  El ganador de cada uno de ellos accedió a las semifinales, disputadas a doble partido, igual que la final.  En la temporada siguiente, el sistema sufrió una leve modificación.  Los equipos clasificados de la primera fase de grupos arrastraron sus resultados al Main Round, disputando solo partidos frente a los otros dos equipos con los que se cruzaba.  Además, se instauraba de nuevo la eliminatoria de cuartos de final, accediendo a ella los dos primeros clasificados de cada grupo.
Desde la temporada 2009-10 se reduce a 24 el número de participantes, quedando encuadrados en cuatro grupos de seis equipos cada uno.  Los cuatro primeros de cada grupo accedían a octavos de final mediante sistema de eliminatorias cruzadas (primeros contra cuartos y segundos contra terceros).  Con anterioridad a la fase de grupos se disputaron algunas fases previas para completar los participantes de cada grupo, mediante sistemas variables según la temporada, que incluían una fase de invitación (Wild Card), que otorgaba una última plaza. Desde esta temporada se instauró la novedad de decidir la competición bajo el sistema de Final Four, siendo ésta disputada desde su primera edición en el Lanxess Arena de Colonia.
En la temporada 2015-16 se volvió a cambiar el sistema de competición pasando a constar de dos grupos principales (A y B), compuestos por ocho equipos cada uno de ellos, y otros dos grupos (C y D), de seis equipos cada uno. A los grupos principales acceden los equipos con mayor capacidad para generar ingresos a la competición (no necesariamente los de mejor coeficiente) y disputan un total de 14 jornadas.  Los grupos C y D están compuestos por el resto de equipos participantes, en los que se incluían uno o dos equipos procedentes de una fase previa, que ha dejado de disputarse desde la temporada 2018-19.  Estos equipos disputan solo 10 jornadas y los dos primeros clasificados logran el acceso a una eliminatoria intermedia entre ellos (primero contra segundo).  Los ganadores de estas eliminatorias se enfrentan en octavos de final a los segundos clasificados de los grupos principales.  Los ganadores de dichos grupos logran el pase directo a cuartos de final y los clasificados entre los puestos tercero y sexto se cruzan en octavos de final en eliminatorias terceros contra sextos y cuartos contra quintos. Los vencedores de cuartos de final acceden a la Final Four, que sigue disputándose en Colonia.

## Ediciones
| Temporada                   | Campeón                                                                                     | Resultado                                                                                   | Subcampeón                                                                                  | Semifinalistas                                                                              | Semifinalistas                                                                              |
| EHF Copa de Europa          | EHF Copa de Europa                                                                          | EHF Copa de Europa                                                                          | EHF Copa de Europa                                                                          | EHF Copa de Europa                                                                          | EHF Copa de Europa                                                                          |
| --------------------------- | ------------------------------------------------------------------------------------------- | ------------------------------------------------------------------------------------------- | ------------------------------------------------------------------------------------------- | ------------------------------------------------------------------------------------------- | ------------------------------------------------------------------------------------------- |
| 1956-57                     | HC Dukla Praga                                                                              | 21 - 13                                                                                     | Örebro                                                                                      | Copenhague, Paris Handball                                                                  | Copenhague, Paris Handball                                                                  |
| 1957-58                     | No se disputó a causa de la celebración del Campeonato del Mundo                            | No se disputó a causa de la celebración del Campeonato del Mundo                            | No se disputó a causa de la celebración del Campeonato del Mundo                            | No se disputó a causa de la celebración del Campeonato del Mundo                            | No se disputó a causa de la celebración del Campeonato del Mundo                            |
| 1958-59                     | Redbergslids IK                                                                             | 18 - 13                                                                                     | Frisch Auf Göppingen                                                                        | Dinamo Bucarest, Helsingør IF                                                               | Dinamo Bucarest, Helsingør IF                                                               |
| 1959-60                     | Frisch Auf Göppingen                                                                        | 18 - 13                                                                                     | AGF Aarhus                                                                                  | Dinamo Bucarest, Paris Handball                                                             | Dinamo Bucarest, Paris Handball                                                             |
| 1960-61                     | No se disputó a causa de la celebración del Campeonato del Mundo                            | No se disputó a causa de la celebración del Campeonato del Mundo                            | No se disputó a causa de la celebración del Campeonato del Mundo                            | No se disputó a causa de la celebración del Campeonato del Mundo                            | No se disputó a causa de la celebración del Campeonato del Mundo                            |
| 1961-62                     | Frisch Auf Göppingen                                                                        | 13 - 11                                                                                     | Partizan Bjelovar                                                                           | HC Dukla Praga, AGF Aarhus                                                                  | HC Dukla Praga, AGF Aarhus                                                                  |
| 1962-63                     | HC Dukla Praga                                                                              | 15 - 13                                                                                     | Dinamo Bucarest                                                                             | Frisch Auf Göppingen, AGF Aarhus                                                            | Frisch Auf Göppingen, AGF Aarhus                                                            |
| 1963-64                     | No se disputó a causa de la celebración del Campeonato del Mundo                            | No se disputó a causa de la celebración del Campeonato del Mundo                            | No se disputó a causa de la celebración del Campeonato del Mundo                            | No se disputó a causa de la celebración del Campeonato del Mundo                            | No se disputó a causa de la celebración del Campeonato del Mundo                            |
| 1964-65                     | Dinamo Bucarest                                                                             | 13 - 11                                                                                     | Medvescak Zagreb                                                                            | Ajax Copenhague, Grasshopper Zürich                                                         | Ajax Copenhague, Grasshopper Zürich                                                         |
| 1965-66                     | SC Leipzig                                                                                  | 16 - 14                                                                                     | Budapest Honvéd                                                                             | HC Dukla Praga, AGF Aarhus                                                                  | HC Dukla Praga, AGF Aarhus                                                                  |
| 1966-67                     | VFL Gummersbach                                                                             | 17 - 13                                                                                     | HC Dukla Praga                                                                              | Trud Moscú, Dinamo Bucarest                                                                 | Trud Moscú, Dinamo Bucarest                                                                 |
| 1967-68                     | Steaua Bucarest                                                                             | 13 - 11                                                                                     | HC Dukla Praga                                                                              | Dynamo Berlin, Partizan Bjelovar                                                            | Dynamo Berlin, Partizan Bjelovar                                                            |
| 1968-69                     | No se disputó al coincidir fecha y escenarios de la final con la invasión de Checoslovaquia | No se disputó al coincidir fecha y escenarios de la final con la invasión de Checoslovaquia | No se disputó al coincidir fecha y escenarios de la final con la invasión de Checoslovaquia | No se disputó al coincidir fecha y escenarios de la final con la invasión de Checoslovaquia | No se disputó al coincidir fecha y escenarios de la final con la invasión de Checoslovaquia |
| 1969-70                     | VFL Gummersbach                                                                             | 14 - 11                                                                                     | Dynamo Berlin                                                                               | Steaua Bucarest, RK Crvenka                                                                 | Steaua Bucarest, RK Crvenka                                                                 |
| 1970-71                     | VFL Gummersbach                                                                             | 17 - 16                                                                                     | Steaua Bucarest                                                                             | Sporting de Portugal, Partizan Bjelovar                                                     | Sporting de Portugal, Partizan Bjelovar                                                     |
| 1971-72                     | Partizan Bjelovar                                                                           | 19 - 14                                                                                     | VFL Gummersbach                                                                             | Tatran Presov, MAI Moscú                                                                    | Tatran Presov, MAI Moscú                                                                    |
| 1972-73                     | MAI Moscú                                                                                   | 26 - 23                                                                                     | Partizan Bjelovar                                                                           | DHFK Leipzig, Solk Hellas                                                                   | DHFK Leipzig, Solk Hellas                                                                   |
| 1973-74                     | VFL Gummersbach                                                                             | 19 - 17                                                                                     | MAI Moscú                                                                                   | Oppsal IF, Cervena Bratislava                                                               | Oppsal IF, Cervena Bratislava                                                               |
| 1974-75                     | ASK Frankfurt/Oder                                                                          | 19-17                                                                                       | Borac Banja Luka                                                                            | VfL Gummersbach, Steaua Bucarest                                                            | VfL Gummersbach, Steaua Bucarest                                                            |
| 1975-76                     | Borac Banja Luka                                                                            | 17 - 15                                                                                     | KFUM Fredericia                                                                             | Fredensborg/Ski, VfL Gummersbach                                                            | Fredensborg/Ski, VfL Gummersbach                                                            |
| 1976-77                     | Steaua Bucarest                                                                             | 21 - 20                                                                                     | CSKA Moscú                                                                                  | KFUM Fredericia, VfL Gummersbach                                                            | KFUM Fredericia, VfL Gummersbach                                                            |
| 1977-78                     | SC Magdeburg                                                                                | 28 - 22                                                                                     | Slask Wroclaw                                                                               | Budapest Honvéd, CB Calpisa                                                                 | Budapest Honvéd, CB Calpisa                                                                 |
| 1978-79                     | TV Großwallstadt                                                                            | 14 - 10 18 - 16                                                                             | SC Empor Rostock                                                                            | Dinamo Bucarest, Budapest Honvéd                                                            | Dinamo Bucarest, Budapest Honvéd                                                            |
| 1979-80                     | TV Großwallstadt                                                                            | 21 - 12                                                                                     | Valur Reykjavik                                                                             | Atlético de Madrid, HC Dukla Praga                                                          | Atlético de Madrid, HC Dukla Praga                                                          |
| 1980-81                     | SC Magdeburg                                                                                | 25 - 23 29 - 18                                                                             | Slovan Ljubljana                                                                            | CSKA Moscú, Lugi Lund HF                                                                    | CSKA Moscú, Lugi Lund HF                                                                    |
| 1981-82                     | Budapest Honvéd                                                                             | 25 - 16 18 - 24                                                                             | TSV St. Omar St. Gallen                                                                     | Helsingor IF, TV Großwallstadt                                                              | Helsingor IF, TV Großwallstadt                                                              |
| 1982-83                     | VFL Gummersbach                                                                             | 15 - 19 13 - 14                                                                             | CSKA Moscú                                                                                  | FC Barcelona, Metaloplastica Sabac                                                          | FC Barcelona, Metaloplastica Sabac                                                          |
| 1983-84                     | HC Dukla Praga                                                                              | 21 - 17 21 - 17*                                                                            | Metaloplastica Sabac                                                                        | Budapest Honvéd, VfL Gummersbach                                                            | Budapest Honvéd, VfL Gummersbach                                                            |
| 1984-85                     | Metaloplastica Sabac                                                                        | 19 - 12 20 - 30                                                                             | Atlético de Madrid                                                                          | FH Hafnarfjörður, HC Dukla Praga                                                            | FH Hafnarfjörður, HC Dukla Praga                                                            |
| 1985-86                     | Metaloplastica Sabac                                                                        | 29 - 24 30 - 23                                                                             | Wybrzeże Gdańsk                                                                             | Atlético de Madrid, Steaua Bucarest                                                         | Atlético de Madrid, Steaua Bucarest                                                         |
| 1986-87                     | SKA Minsk                                                                                   | 32 - 24 25 - 30                                                                             | Wybrzeże Gdańsk                                                                             | Metaloplastica Sabac, TUSEM Essen                                                           | Metaloplastica Sabac, TUSEM Essen                                                           |
| 1987-88                     | CSKA Moscú                                                                                  | 18 - 15 21 - 18                                                                             | TUSEM Essen                                                                                 | Metaloplastica Sabac, Elgorriaga Bidasoa                                                    | Metaloplastica Sabac, Elgorriaga Bidasoa                                                    |
| 1988-89                     | SKA Minsk                                                                                   | 30 - 24 37 - 23                                                                             | Steaua Bucarest                                                                             | HK Drott Halmstad, SC Magdeburg                                                             | HK Drott Halmstad, SC Magdeburg                                                             |
| 1989-90                     | SKA Minsk                                                                                   | 26 - 21 29 - 27                                                                             | FC Barcelona                                                                                | US Créteil, TUSEM Essen                                                                     | US Créteil, TUSEM Essen                                                                     |
| 1990-91                     | FC Barcelona                                                                                | 23 - 21 20 - 17                                                                             | Proleter Zrenjanin                                                                          | ETI Bisk Eskisehir, Dinamo Astrakhan                                                        | ETI Bisk Eskisehir, Dinamo Astrakhan                                                        |
| 1991-92                     | RK Zagreb                                                                                   | 22 - 20 18 - 28                                                                             | Teka Santander                                                                              | FC Barcelona, Kolding IF                                                                    | FC Barcelona, Kolding IF                                                                    |
| 1992-93                     | Badel 1862 Zagreb                                                                           | 22 - 17 22 - 18                                                                             | SG Wallau-Massenheim                                                                        | FC Barcelona, HB Vénissieux                                                                 | FC Barcelona, HB Vénissieux                                                                 |
| Liga de Campeones de la EHF |                                                                                             |                                                                                             |                                                                                             |                                                                                             |                                                                                             |
| 1993-94                     | Teka Santander                                                                              | 22 - 22 23 - 21                                                                             | ABC Braga                                                                                   | USAM Nîmes, SG Wallau-Massenheim                                                            | USAM Nîmes, SG Wallau-Massenheim                                                            |
| 1994-95                     | Elgorriaga Bidasoa                                                                          | 30 - 20 26 - 27                                                                             | Badel 1862 Zagreb                                                                           | Teka Santander, HC Dukla Praga                                                              | Teka Santander, HC Dukla Praga                                                              |
| 1995-96                     | FC Barcelona                                                                                | 23 - 15 23 - 23                                                                             | Elgorriaga Bidasoa                                                                          | THW Kiel, Pfadi Winterthur                                                                  | THW Kiel, Pfadi Winterthur                                                                  |
| 1996-97                     | FC Barcelona                                                                                | 31 - 22 30 - 23                                                                             | Badel 1862 Zagreb                                                                           | Celje Pivovarna Lasko, THW Kiel                                                             | Celje Pivovarna Lasko, THW Kiel                                                             |
| 1997-98                     | FC Barcelona                                                                                | 28 - 18 28 - 22                                                                             | Badel 1862 Zagreb                                                                           | TBV Lemgo, Celje Pivovarna Lasko                                                            | TBV Lemgo, Celje Pivovarna Lasko                                                            |
| 1998-99                     | FC Barcelona                                                                                | 22 - 22 29 - 18                                                                             | Badel 1862 Zagreb                                                                           | Celje Pivovarna Lasko, Portland San Antonio                                                 | Celje Pivovarna Lasko, Portland San Antonio                                                 |
| 1999-00                     | FC Barcelona                                                                                | 25 - 28 29 - 24                                                                             | THW Kiel                                                                                    | Badel 1862 Zagreb, Celje Pivovarna Lasko                                                    | Badel 1862 Zagreb, Celje Pivovarna Lasko                                                    |
| 2000-01                     | Portland San Antonio                                                                        | 30 - 24 25 - 22                                                                             | FC Barcelona                                                                                | THW Kiel, Celje Pivovarna Lasko                                                             | THW Kiel, Celje Pivovarna Lasko                                                             |
| 2001-02                     | SC Magdeburg                                                                                | 23 - 21 30 - 25                                                                             | Fotex Veszprém                                                                              | Portland San Antonio, Kolding IF                                                            | Portland San Antonio, Kolding IF                                                            |
| 2002-03                     | Montpellier HB                                                                              | 19 - 27 31 - 19                                                                             | Portland San Antonio                                                                        | Prule 67 Ljubljana, Fotex Veszprém                                                          | Prule 67 Ljubljana, Fotex Veszprém                                                          |
| 2003-04                     | Celje Pivovarna Lasko                                                                       | 34 - 28 30 - 28                                                                             | SG Flensburg-Handewitt                                                                      | BM Ciudad Real, SC Magdeburg                                                                | BM Ciudad Real, SC Magdeburg                                                                |
| 2004-05                     | FC Barcelona                                                                                | 28 - 27 29 - 27                                                                             | BM Ciudad Real                                                                              | Celje Pivovarna Lasko, Montpellier HB                                                       | Celje Pivovarna Lasko, Montpellier HB                                                       |
| 2005-06                     | BM Ciudad Real                                                                              | 25 - 19 37 - 28                                                                             | Portland San Antonio                                                                        | SG Flensburg-Handewitt, MKB Veszprém                                                        | SG Flensburg-Handewitt, MKB Veszprém                                                        |
| 2006-07                     | THW Kiel                                                                                    | 28 - 28 29 - 27                                                                             | SG Flensburg-Handewitt                                                                      | Portland San Antonio, BM Valladolid                                                         | Portland San Antonio, BM Valladolid                                                         |
| 2007-08                     | BM Ciudad Real                                                                              | 27 - 29 31 - 25                                                                             | THW Kiel                                                                                    | HSV Hamburgo, FC Barcelona-Borges                                                           | HSV Hamburgo, FC Barcelona-Borges                                                           |
| 2008-09                     | BM Ciudad Real                                                                              | 34 - 39 33 - 27                                                                             | THW Kiel                                                                                    | HSV Hamburgo, Rhein-Neckar Löwen                                                            | HSV Hamburgo, Rhein-Neckar Löwen                                                            |
| 2009-10                     | THW Kiel                                                                                    | 36 - 34                                                                                     | FC Barcelona-Borges                                                                         | BM Ciudad Real, Chehovski Medvedi                                                           | BM Ciudad Real, Chehovski Medvedi                                                           |
| 2010-11                     | FC Barcelona                                                                                | 27 - 24                                                                                     | BM Ciudad Real                                                                              | Rhein-Neckar Löwen, HSV Hamburgo                                                            | Rhein-Neckar Löwen, HSV Hamburgo                                                            |
| 2011-12                     | THW Kiel                                                                                    | 26 - 21                                                                                     | BM Atlético de Madrid                                                                       | Füchse Berlin, AG København                                                                 | Füchse Berlin, AG København                                                                 |
| 2012-13                     | HSV Hamburgo                                                                                | 30 - 29                                                                                     | FC Barcelona                                                                                | THW Kiel, KS Vive Targi Kielce                                                              | THW Kiel, KS Vive Targi Kielce                                                              |
| 2013-14                     | SG Flensburg-Handewitt                                                                      | 30 - 28                                                                                     | THW Kiel                                                                                    | FC Barcelona, MKB Veszprém                                                                  | FC Barcelona, MKB Veszprém                                                                  |
| 2014-15                     | FC Barcelona                                                                                | 28 - 23                                                                                     | MKB Veszprém                                                                                | KS Vive Targi Kielce, THW Kiel                                                              | KS Vive Targi Kielce, THW Kiel                                                              |
| 2015-16                     | KS Vive Targi Kielce                                                                        | 39 - 38                                                                                     | MKB Veszprém                                                                                | Paris Saint-Germain, THW Kiel                                                               | Paris Saint-Germain, THW Kiel                                                               |
| 2016-17                     | RK Vardar                                                                                   | 24 - 23                                                                                     | Paris Saint-Germain                                                                         | FC Barcelona, MKB Veszprém                                                                  | FC Barcelona, MKB Veszprém                                                                  |
| 2017-18                     | Montpellier                                                                                 | 32 - 26                                                                                     | HBC Nantes                                                                                  | RK Vardar, Paris Saint-Germain                                                              | RK Vardar, Paris Saint-Germain                                                              |
| 2018-19                     | RK Vardar                                                                                   | 27 - 24                                                                                     | MKB Veszprém                                                                                | FC Barcelona, KS Vive Targi Kielce                                                          | FC Barcelona, KS Vive Targi Kielce                                                          |
| 2019-20                     | THW Kiel                                                                                    | 33 - 28                                                                                     | FC Barcelona                                                                                | Veszprém KSE, Paris Saint-Germain                                                           | Veszprém KSE, Paris Saint-Germain                                                           |
| 2020-21                     | FC Barcelona                                                                                | 36 - 23                                                                                     | Aalborg HB                                                                                  | Paris Saint-Germain, HBC Nantes                                                             | Paris Saint-Germain, HBC Nantes                                                             |
| 2021-22                     | FC Barcelona                                                                                | 37 - 35                                                                                     | KS Vive Kielce                                                                              | THW Kiel, MKB Veszprém                                                                      | THW Kiel, MKB Veszprém                                                                      |
| 2022-23                     | SC Magdeburg                                                                                | 30 - 29                                                                                     | KS Vive Kielce                                                                              | Paris Saint-Germain, FC Barcelona                                                           | Paris Saint-Germain, FC Barcelona                                                           |
| 2023-24                     | FC Barcelona                                                                                | 31 - 30                                                                                     | Aalborg Håndbold                                                                            | THW Kiel, SC Magdeburg                                                                      | THW Kiel, SC Magdeburg                                                                      |
| 2024-25                     | SC Magdeburg                                                                                | 32 - 26                                                                                     | Füchse Berlin                                                                               | HBC Nantes, FC Barcelona                                                                    | HBC Nantes, FC Barcelona                                                                    |

### Palmarés
| Equipo                  | Campeón | Subcampeón | Años campeón                                                           | Años subcampeón              |
| ----------------------- | ------- | ---------- | ---------------------------------------------------------------------- | ---------------------------- |
| FC Barcelona            | 12      | 5          | 1991, 1996, 1997, 1998, 1999, 2000, 2005, 2011, 2015, 2021, 2022, 2024 | 1990, 2001, 2010, 2013, 2020 |
| VfL Gummersbach         | 5       | 1          | 1967, 1970, 1971, 1974, 1983                                           | 1972                         |
| SC Magdeburg            | 5       | 0          | 1978, 1981, 2002, 2023, 2025                                           |                              |
| THW Kiel                | 4       | 4          | 2007, 2010, 2012, 2020                                                 | 2000, 2008, 2009, 2014       |
| BM Ciudad Real          | 3       | 2          | 2006, 2008, 2009                                                       | 2005, 2011                   |
| HC Dukla Praga          | 3       | 2          | 1957, 1963, 1984                                                       | 1967, 1968                   |
| SKA Minsk               | 3       | 0          | 1987, 1989, 1990                                                       |                              |
| RK Zagreb               | 2       | 4          | 1992, 1993                                                             | 1995, 1997, 1998, 1999       |
| Steaua Bucarest         | 2       | 2          | 1968, 1977                                                             | 1971, 1989                   |
| Frisch Auf Göppingen    | 2       | 1          | 1960, 1962                                                             | 1959                         |
| Metaloplastika Šabac    | 2       | 1          | 1985, 1986                                                             | 1984                         |
| TV Grosswallstadt       | 2       | 0          | 1979, 1980                                                             |                              |
| Montpellier HB          | 2       | 0          | 2003, 2018                                                             |                              |
| RK Vardar               | 2       | 0          | 2017, 2019                                                             |                              |
| RK Bjelovar             | 1       | 2          | 1972                                                                   | 1962, 1973                   |
| CSKA Moscú              | 1       | 2          | 1988                                                                   | 1977, 1983                   |
| Portland San Antonio    | 1       | 2          | 2001                                                                   | 2003, 2006                   |
| SG Flensburg-Handewitt  | 1       | 2          | 2014                                                                   | 2004, 2007                   |
| KS Vive Targi Kielce    | 1       | 2          | 2016                                                                   | 2022, 2023                   |
| Dinamo Bucarest         | 1       | 1          | 1965                                                                   | 1963                         |
| MAI Moscú               | 1       | 1          | 1973                                                                   | 1974                         |
| RK Borac Banja Luka     | 1       | 1          | 1976                                                                   | 1975                         |
| Budapest Honvéd         | 1       | 1          | 1982                                                                   | 1966                         |
| Teka Santander          | 1       | 1          | 1994                                                                   | 1992                         |
| Elgorriaga Bidasoa      | 1       | 1          | 1995                                                                   | 1996                         |
| Redbergslids IK         | 1       | 0          | 1959                                                                   |                              |
| SC Leipzig              | 1       | 0          | 1966                                                                   |                              |
| ASK Frankfurt/Oder      | 1       | 0          | 1975                                                                   |                              |
| Celje Pivovarna Lasko   | 1       | 0          | 2004                                                                   |                              |
| HSV Hamburgo            | 1       | 0          | 2013                                                                   |                              |
| Veszprém KC             | 0       | 4          |                                                                        | 2002, 2015, 2016, 2019       |
| Wybrzeże Gdańsk         | 0       | 2          |                                                                        | 1986, 1987                   |
| Atlético de Madrid      | 0       | 2          |                                                                        | 1985, 2012                   |
| Aalborg HB              | 0       | 2          |                                                                        | 2021, 2024                   |
| AGF Århus               | 0       | 1          |                                                                        | 1960                         |
| Medveščak Zagreb        | 0       | 1          |                                                                        | 1965                         |
| Dynamo Berlin           | 0       | 1          |                                                                        | 1970                         |
| Fredericia KFUM         | 0       | 1          |                                                                        | 1976                         |
| Śląsk Wrocław           | 0       | 1          |                                                                        | 1978                         |
| Empor Rostock           | 0       | 1          |                                                                        | 1979                         |
| Valur Reykjavik         | 0       | 1          |                                                                        | 1980                         |
| Slovan Ljubljana        | 0       | 1          |                                                                        | 1981                         |
| TSV St. Omar St. Gallen | 0       | 1          |                                                                        | 1982                         |
| TUSEM Essen             | 0       | 1          |                                                                        | 1988                         |
| Proleter Zrenjanin      | 0       | 1          |                                                                        | 1991                         |
| SG Wallau-Massenheim    | 0       | 1          |                                                                        | 1993                         |
| ABC Braga               | 0       | 1          |                                                                        | 1994                         |
| PSG                     | 0       | 1          |                                                                        | 2017                         |
| HBC Nantes              | 0       | 1          |                                                                        | 2018                         |
| Füchse Berlin           | 0       | 1          |                                                                        | 2025                         |

## Jugadores con más títulos
A continuación aparece la lista con aquellos jugadores que han ganado con sus equipos la Liga de Campeones de la EHF al menos en 5 ocasiones.
| Títulos | Nacionalidad | Jugador                 | Club                                                                                     |
| ------- | ------------ | ----------------------- | ---------------------------------------------------------------------------------------- |
| 7       | España       | Andréi Xepkin           | FC Barcelona (1996, 1997, 1998, 1999, 2000, 2005) THW Kiel (2007)                        |
| 7       | España       | David Barrufet          | FC Barcelona (1991, 1996, 1997, 1998, 1999, 2000, 2005)                                  |
| 7       | España       | Xavier O'Callaghan      | FC Barcelona (1991, 1996, 1997, 1998, 1999, 2000, 2005)                                  |
| 6       | Suecia       | Tomas Svensson          | Bidasoa Irún (1995) FC Barcelona (1996, 1997, 1998, 1999, 2000)                          |
| 6       | España       | Enric Masip             | FC Barcelona (1991, 1996, 1997, 1998, 1999, 2000)                                        |
| 6       | España       | Antonio Carlos Ortega   | FC Barcelona (1996, 1997, 1998, 1999, 2000, 2005)                                        |
| 6       | España       | Iñaki Urdangarin        | FC Barcelona (1991, 1996, 1997, 1998, 1999, 2000)                                        |
| 6       | Bielorrusia  | Siarhei Rutenka         | Celje Pivovarna Lasko (2004) BM Ciudad Real (2006, 2008, 2009) FC Barcelona (2011, 2015) |
| 6       | España       | Mateo Garralda          | Teka Cantabria (1994) FC Barcelona (1996,1997, 1998, 1999) Portland San Antonio (2001)   |
| 5       | España       | José Javier Hombrados   | Teka Cantabria (1994) Portland San Antonio (2001) BM Ciudad Real (2006, 2008, 2009)      |
| 5       | Bielorrusia  | Mikhail Yakimovich      | SKA Minsk (1987, 1989, 1990) Teka Cantabria (1994) Portland San Antonio (2001)           |
| 5       | Croacia      | Patrik Ćavar            | RK Zagreb (1992, 1993) FC Barcelona (1998, 1999, 2000)                                   |
| 5       | España       | Rafael Guijosa          | FC Barcelona (1996, 1997, 1998, 1999, 2000)                                              |
| 5       | España       | Gonzalo Pérez de Vargas | FC Barcelona (2011, 2015, 2021, 2022, 2024)                                              |
| 5       | España       | Aitor Ariño             | FC Barcelona (2011, 2015, 2021, 2022, 2024)                                              |

## Entrenadores con más títulos
A continuación aparece la lista con aquellos entrenadores que han ganado con sus equipos la Liga de Campeones de la EHF al menos en 2 ocasiones.
| Títulos | Nacionalidad                  | Entrenador            | Club                                                          |
| ------- | ----------------------------- | --------------------- | ------------------------------------------------------------- |
| 6       | España                        | Valero Rivera         | FC Barcelona (1991, 1996, 1997, 1998, 1999, 2000)             |
| 4       | España                        | Talant Dujshebaev     | BM Ciudad Real (2006, 2008, 2009) KS Vive Targi Kielce (2016) |
| 3       | Alemania                      | Horst Dreischang      | VfL Gummersbach (1967, 1970, 1971)                            |
| 3       | Islandia                      | Alfreð Gíslason       | SC Magdeburg (2002) THW Kiel (2010, 2012)                     |
| 3       | España                        | Xavier Pascual        | FC Barcelona (2011, 2015, 2021)                               |
| 2       | Croacia                       | Zdravko Zovko         | RK Zagreb (1992, 1993)                                        |
| 2       | Yugoslavia                    | Aleksandar Pavlović   | RK Metaloplastika Šabac (1985, 1986)                          |
| 2       | República Democrática Alemana | Klaus Miesner         | SC Magdeburg (1978, 1981)                                     |
| 2       | Francia                       | Patrice Canayer       | Montpellier (2003, 2018)                                      |
| 2       | España                        | Antonio Carlos Ortega | FC Barcelona (2022, 2024)                                     |